# Referendo na Coreia do Sul em 1962
Um referendo constitucional foi realizado na Coreia do Sul em 17 de dezembro de 1962. A nova constituição foi aprovada por 80,6% dos eleitores, com uma participação de 85,3%.

## Resultados
| Opção                                         | Votos      | %     |
| --------------------------------------------- | ---------- | ----- |
| A favor                                       | 8.339.333  | 78,87 |
| Contra                                        | 2.008.801  | 18,98 |
| Votos nulos/brancos                           | 237.864    | 2,25  |
| Total                                         | 10.585.998 | 100   |
| Eleitores registrados/comparecimento às urnas | 12.412.798 | 85,12 |
| Fonte: Nohlen et al.                          |            |       |